# Ixodes paranaensis
Ixodes paranaensis este o specie de căpușe din genul Ixodes, familia Ixodidae, descrisă de Barros-battesti, Arzua, Pichorim și James E. Keirans în anul 2003. Conform Catalogue of Life specia Ixodes paranaensis nu are subspecii cunoscute.